# Ace Combat 04: Shattered Skies
Ace Combat 04: Shattered Skies (яп. エースコンバット04　シャッタード・スカイ э:су комбатто дзэро ён сятта:до сукай), известная в Европе как Ace Combat: Distant Thunder — четвёртая видеоигра серии Ace Combat в жанре аркадного авиасимулятора, разработанная и выпущенная компанией Namco 13 сентября 2001 года для PlayStation 2. В ней игрок берёт на себя роль пилота с позывным «Мобиус 1» и управляет одним из 21 истребителей на протяжении 18 миссий. Каждая миссия включает разные задачи: как уничтожение вражеских самолётов, наземных и надводных целей, так и защита дружественной техники.
После выпуска в 1999 году Ace Combat 3: Electrosphere, вызвавшей смешанную реакцию критиков, разработчики решили изменить подход к созданию новой игры, который обозначился как возвращение к истокам франшизы. Игровой процесс стал более аркадным, в дополнение к стандартным универсальным ракетам в Ace Combat 04 появилось специальное вооружение, например противокорабельные ракеты и бомбы. Для экономии бюджета команда Namco отказалась от полностью анимированных видеовставок, использовавшихся в Electrosphere, в пользу формата слайд-шоу, которые создала студия Studio 4°C. Музыкальное сопровождение также претерпело изменения: в отличие от рок-музыки в Ace Combat 2, навеянной фильмом «Лучший стрелок», и электронной музыки в Electrosphere, в Ace Combat 04 представлена смесь рока, оркестровой и синтезаторной музыки — стиль, который унаследовали следующие части Ace Combat.
Ace Combat 04: Shattered Skies получила хвалебные отзывы игровой прессы и на сегодняшний день остаётся наиболее успешной у критиков игрой в серии. В течение почти двадцати лет она была самой продаваемой игрой франшизы, пока Ace Combat 7: Skies Unknown не опередила её в январе 2021 года.

## Игровой процесс
Одиночная кампания состоит из 18 миссий, образующих полностью линейный сюжет. Перед каждой миссией игрок проходит инструктаж, в который входят текущее положение дел, предпосылки и цели операции, и выбирает один из доступных ему самолётов и вооружение. В игре представлена 21 модель техники, включая реально существующие и один вымышленный самолёт. Для прохождения миссии игроку необходимо выполнить все её цели в течение определённого промежутка времени, причём в некоторых миссиях присутствует обновление целей. Если игрок на сложности «Нормальный» или выше набирает намного больше очков, чем необходимо, например путём сбивания вражеских асов, его прохождение миссии получает ранг S (от superior), который разблокирует дополнительную расцветку самолёта.
В игре шесть уровней сложности: «Очень лёгкий», «Лёгкий», «Нормальный», «Трудный», «Эксперт» и «Ас». Сложность влияет на показатели искусственного интеллекта врагов, их живучесть, количество, а также на живучесть игрока. Так, на высшем уровне сложности попадание одной ракеты в самолёт игрока сбивает его, в то время как на самом низком уровне игрок способен перенести несколько попаданий.
В многопользовательском режиме, доступном при помощи разделения экрана, два игрока могут либо сражаться друг с другом в воздушном бою, либо соревноваться за очки, уничтожая различные цели.

## Сюжет
В 1999 году на Землю, находящуюся в альтернативной вселенной Странджреал, упал огромный астероид, который ранее получил обозначение Улисс 1994XF04. За несколько лет до столкновения государства континента Усея построили комплекс из противоастероидных рельсотронов под названием «Стоунхендж». Он предназначался для уничтожения фрагментов астероида, однако полностью предотвратить катастрофу не удалось: от столкновения и его последствий погибли сотни тысяч человек, экономика Федеративной Республики Эрусея, одной из крупнейших стран Усеи, пришла в упадок, на континенте случился миграционный кризис, обостривший отношения между государствами. Кроме того, оказалось, что «Стоунхендж» может служить превосходным средством ПВО, чья зона поражения распространяется почти на всю Усею. Как следствие, в 2003 году Эрусея захватила соседнее государство Сан-Сальвасьон и «Стоунхендж», что привело к полномасштабной Континентальной войне. Другие усейские страны сформировали коалицию под названием Объединённые силы независимых государств (ОСНГ) и попытались противостоять Эрусее, однако та при помощи «Стоунхенджа» вынудила их отступить на северо-восток континента, на остров Норт-Пойнт, вне зоны действия рельсотронов.
В 2004 году в Континентальную войну вступает пилот ОСНГ с позывным «Мобиус 1», управляемый игроком. Он успешно защищает Норт-Пойнт от эрусейских бомбардировщиков и устраняет вражеские радиолокационные установки, чтобы дать наземным войскам эвакуироваться на Норт-Пойнт, а также уничтожает «непобедимый» Эгирский флот, срывая планы Эрусеи по захвату острова через море. ОСНГ переходят в наступление и нападают на эрусейские солнечные батареи в зоне действия «Стоунхенджа». Операция проходит успешно, однако воздушные силы коалиции терпят потери от рельсотронов. Также по ходу войны Мобиус 1 несколько раз сталкивается с Жёлтой эскадрильей — элитным подразделением ВВС Эрусеи, призванной защищать «Стоунхендж» и выполнять особые задания.
Тем временем игрок между миссиями, в кат-сценах, наблюдает параллельную историю. Её повествует безымянный рассказчик из Сан-Сальвасьона — мужчина, который застал войну ребёнком. Его родители погибли, когда на их дом упал истребитель ОСНГ, сбитый Жёлтым 13 — эрусейским асом из Жёлтой эскадрильи. После этого события мальчика пристраивает его дядя — таксист, живущий в одноимённой столице оккупированного Сан-Сальвасьона. Ради заработка рассказчик начинает играть на гармонике в местном баре-ресторане, который часто посещают эрусейские солдаты. Здесь он знакомится с 13-м и узнаёт, что владелец бара и его дочь тайно состоят в движении сопротивления.
ОСНГ уверенно продвигаются на запад континента, ближе к Сан-Сальвасьону. Дочь владельца бара устанавливает бомбу на аэродроме Жёлтой эскадрильи, чем повреждает самолёт Жёлтой 4, которая выступает ведомой 13-го. После этого ОСНГ нападают на «Стоунхендж», Мобиус 1 разрушает комплекс. В бой вступает Жёлтая эскадрилья, и 4-я погибает в схватке с Мобиусом 1.
Сан-Сальвасьон освобождают ОСНГ. Рассказчик предпочитает следовать за Жёлтой эскадрильей, а не оставаться в городе. Последняя линия обороны Эрусеи падает, и ОСНГ захватывают её столицу Фарбанти, над которой Мобиус 1 уничтожает оставшуюся Жёлтую эскадрилью. Эрусея капитулирует, но часть её офицеров решают активировать пусковую установку под кодовым названием «Мегалит» и использовать против ОСНГ в последней битве. Мобиус 1, ставший лидером эскадрильи «Мобиус», уничтожает «Мегалит», что приводит к окончанию войны. В последней кат-сцене рассказчик завершает свою историю, которая всё это время являлась письмом Мобиусу 1, и предполагает, что 13-й был рад сразиться с таким достойным противником.

## Восприятие
| Сводный рейтинг    | Сводный рейтинг |
| Агрегатор          | Оценка          |
| ------------------ | --------------- |
| GameRankings       | 86,07 %         |
| Metacritic         | 89/100          |
| Иноязычные издания |                 |
| Издание            | Оценка          |
| CVG                | 8/10            |
| Famitsu            | 33/40           |
| Game Informer      | 8,5/10          |
| GamePro            | [ 10 ]          |
| GameSpot           | 8,8/10          |
| IGN                | 9,1/10          |

Ace Combat 04: Shattered Skies получила преимущественно высокие оценки критиков. По данным сайта-агрегатора Metacritic, средняя оценка игры составила 89 баллов из 100, что является лучшим показателем среди других частей серии Ace Combat. GameSpot, давший Ace Combat 04 оценку 8,8 из 10, среди консольных игр номинировал её на звания «Лучшая история» (Best Story) и «Лучшая игра-шутер» (Best Shooting Game), которые в конце концов получили Final Fantasy X и Halo: Combat Evolved соответственно.
Ace Combat 04: Shattered Skies имела серьёзный коммерческий успех. К 2008 году она разошлась тиражом в 2,64 миллиона копий по всему миру, что сделало её самой продаваемой игрой серии Ace Combat до января 2021 года, когда по продажам её превзошла Ace Combat 7: Skies Unknown.